# Obamba (peuple)
Pour les articles homonymes, voir Obamba.
Le peuple Obamba est un peuple bantou d'Afrique centrale, établi à l'est du Gabon dans la province du Haut-Ogooué, à Okondja, Ondili... non loin du chef-lieu de province Franceville ; il est également représenté en République du Congo.
Il est considéré comme un sous-groupe des Mbede-Teke. Il a été longtemps considéré par certains comme appartenant au groupe Kota.

## Ethnonymie
Selon les sources, on observe plusieurs variantes : Ombamba, Mbamba, Abamba, Obamba.
Obamba est un singulier, le pluriel est Ambama.

## Langues
Sa langue est le lembaama (ou obamba, lambama), une langue bantoue dont le nombre de locuteurs était estimé à près de 25 000 au début des années 2000. On en recensait 15 100 en République du Congo en 2000 et 9 700 au Gabon en 2004.
Le français est également utilisé par une partie de la population.

## Histoire

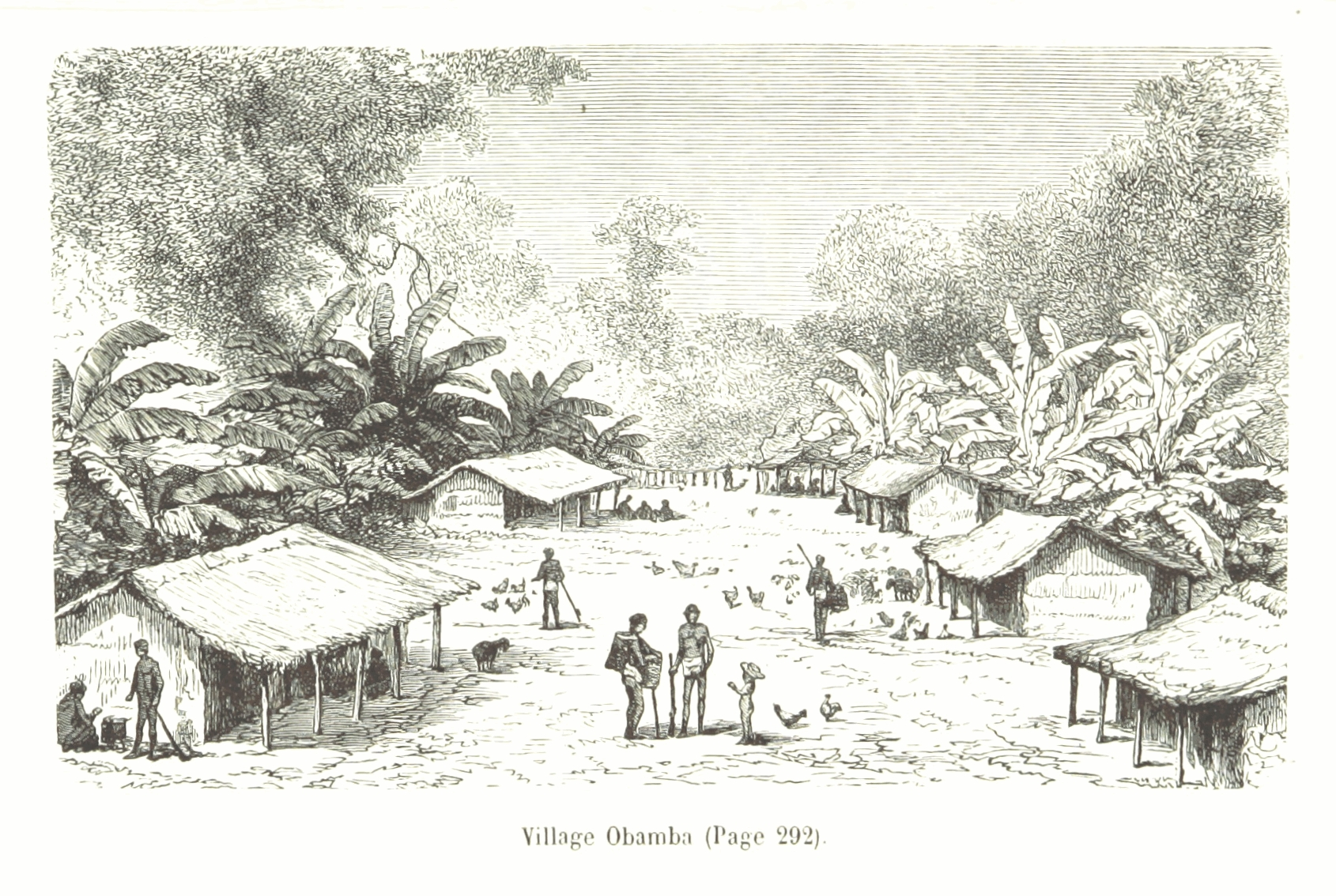
Village Obamba (gravure 1879).

### Culture ancienne

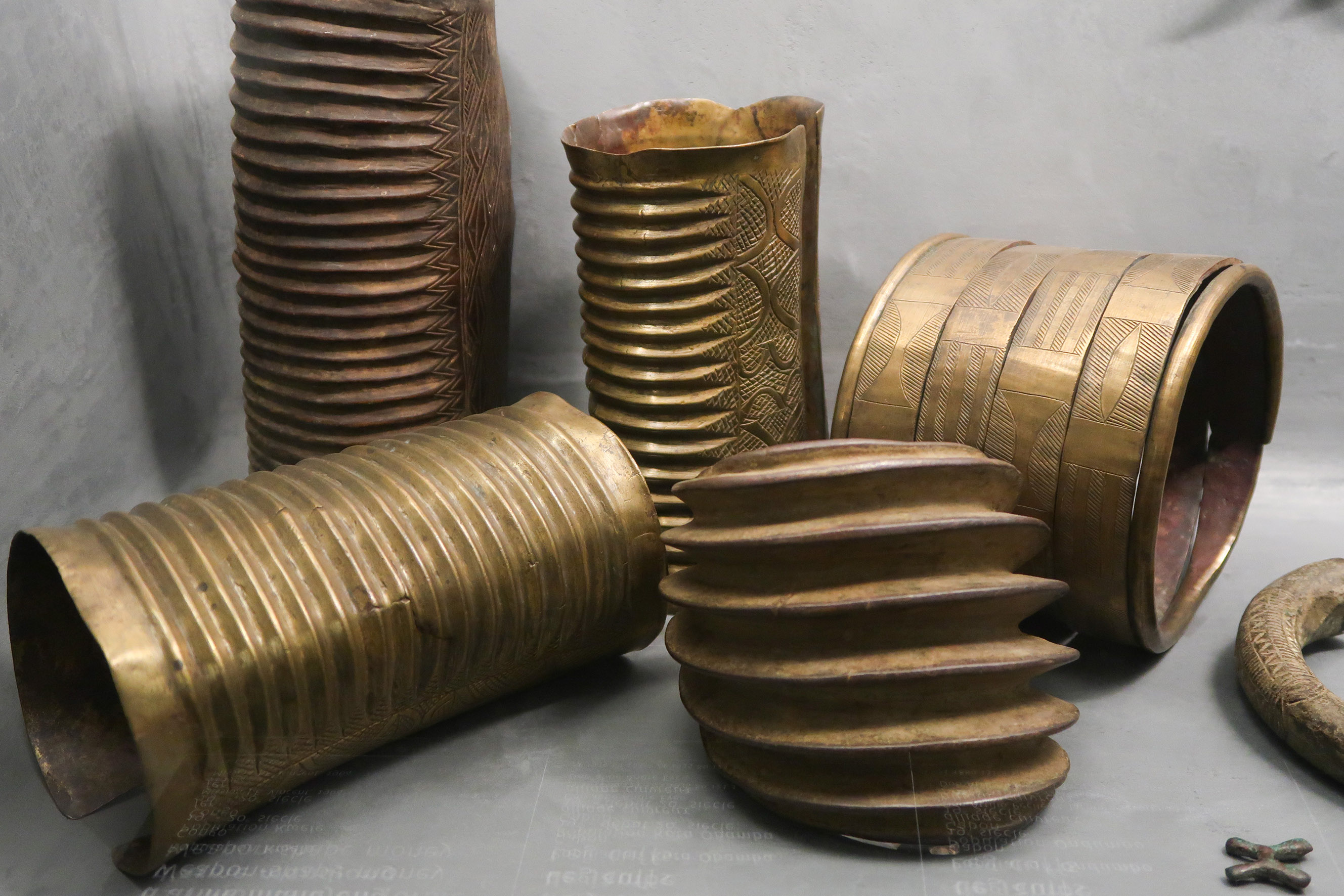
Premier plan: Bracelets de jambes des Obama au 19e siècle. Alliage cuivreux. Arrière-plan: bracelets Ndumu. Angle droit: croisette, monnaie.

Le cuivre et le laiton étaient des signes de richesse, pour les Obamba jusqu'au début du XXe siècle. Ces métaux trouvaient l'origine de leur emploi dans les mines que les anciens habitants du Gabon avaient découvertes et qu'elles ont gardé secrètes le plus longtemps possible, jusqu'en pleine époque de colonisation.
De nombreux échanges avec les populations voisines ont été favorisés par la cohabitation. Souvent des groupes différents se retrouvent, actuellement, dans le même village et la langue des Obamba, le lembaama, constitue la langue véhiculaire dans la région. Des mariages mixtes entre des personnes de groupes différents sont possibles. Cependant l'empreinte de l'ensemble kota est surtout visible à travers le rite de la circoncision. Des influences réciproques se manifestent dans les associations coutumières ou organismes de régulation sociale : ndjobi, culte « Mademoiselle » et ngo.
Les Obamba avaient coutume, comme les Kota, de placer dans une case-sanctuaire, à l'abri des regards, les ossements des fondateurs du clan soigneusement déposés dans un panier. Ce panier était, alors, surmonté d'une figure [de bois] à placage de cuivre. L'usage de la boîte ou du panier à ossements était très répandu au Gabon, chez les Kota (en usage lors du rite du Bwiti ou Bwété), mais aussi chez les Fang, où il prend le nom de Byeri, et chez les Mitsogho et Mashango, avec la dénomination de bumba, et aussi chez les Punu. À certaines occasions, pour renouer les liens avec les ancêtres et obtenir leur protection,les reliques étaient sorties du panier et on leur offrait le sang d'un animal. Cette forme de reliquaire était donc à la fois figure de protection et gardien de la prospérité de la communauté. Elle était également associée à certains rites propitiatoires et aux cérémonies d'initiation masculines. L'ethnologue Louis Perrois précise ainsi leur présence au sein de la culture des Kota [mais il assimile aussi les Obamba aux Kota] : « La figure de reliquaire mbulu-ngulu était une icône, le repère visuel d’un monde où les ancêtres continuent à veiller sur leurs descendants. C’était, en pays Kota, un « outil » essentiel pour la survie des groupes, permettant une communication récurrente entre les vivants et les morts. ». Le reliquaire exprime aussi la nécessité symbolique, pour ces peuples, d'utiliser le cuivre, matière rare, donc marque de richesse. En ce qui concerne le choix des motifs qui constituent les reliquaires, la plupart des motifs décoratifs étaient des signes liés au système d’organisation familiale ou aux croyances religieuses.
Des similitudes fortes entre les anciennes figures d'ancêtres, gardiens de reliquaires, du groupe bakota et celles des Obamba, ont permis leur comparaison lors de l'exposition, en 2017-2018, au musée du quai Branly, à Paris. Trois types ont été dégagés par Louis Perrois au sein des figures de reliquaires Obamba : celles qui sont à plaques et lamelles des Obamba du Nord, celles de la vallée de la Sébé, celles à plaques des Obamba du Sud, et celles à petit visage en « écu » ou en cœur avec un certain degré de naturalisme.

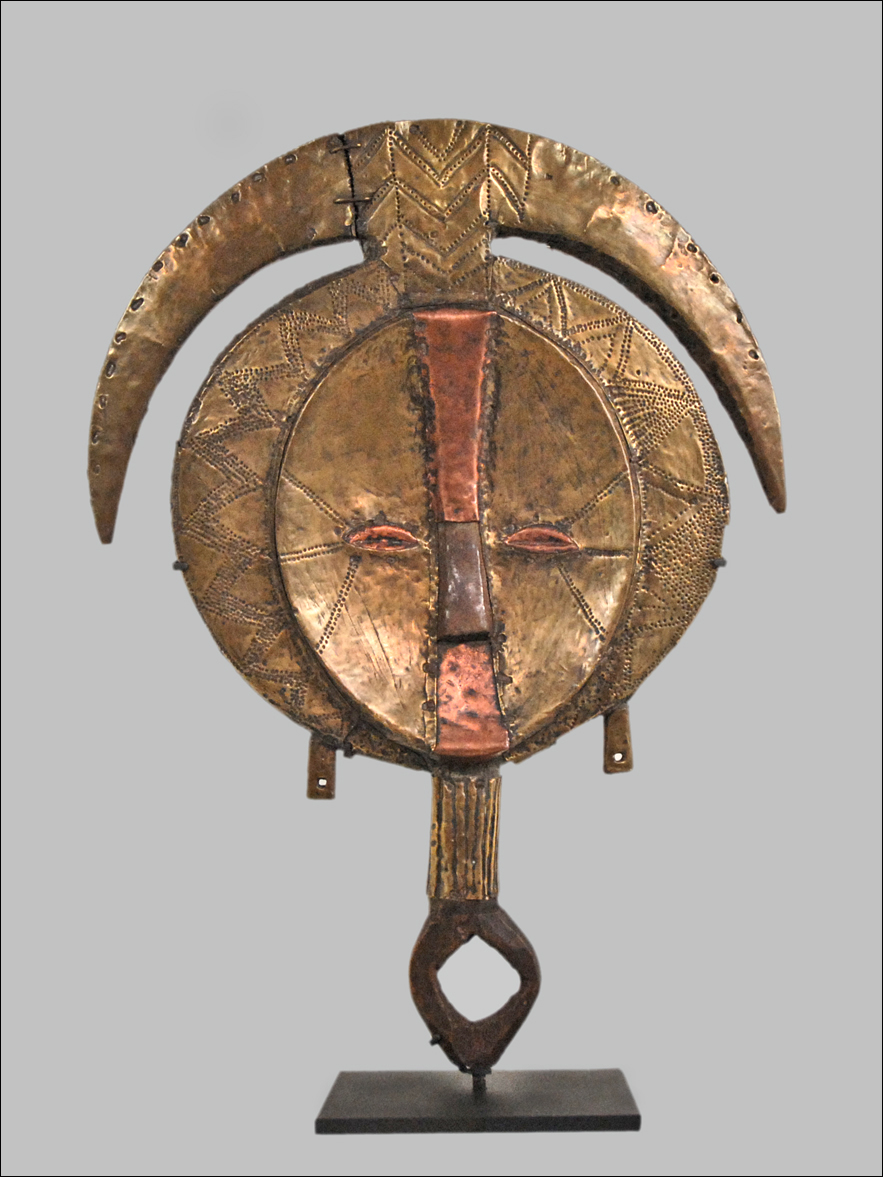
Figure d'ancêtre, gardien de reliquaire. Région d'Okondja, au Nord-est de la République gabonaise
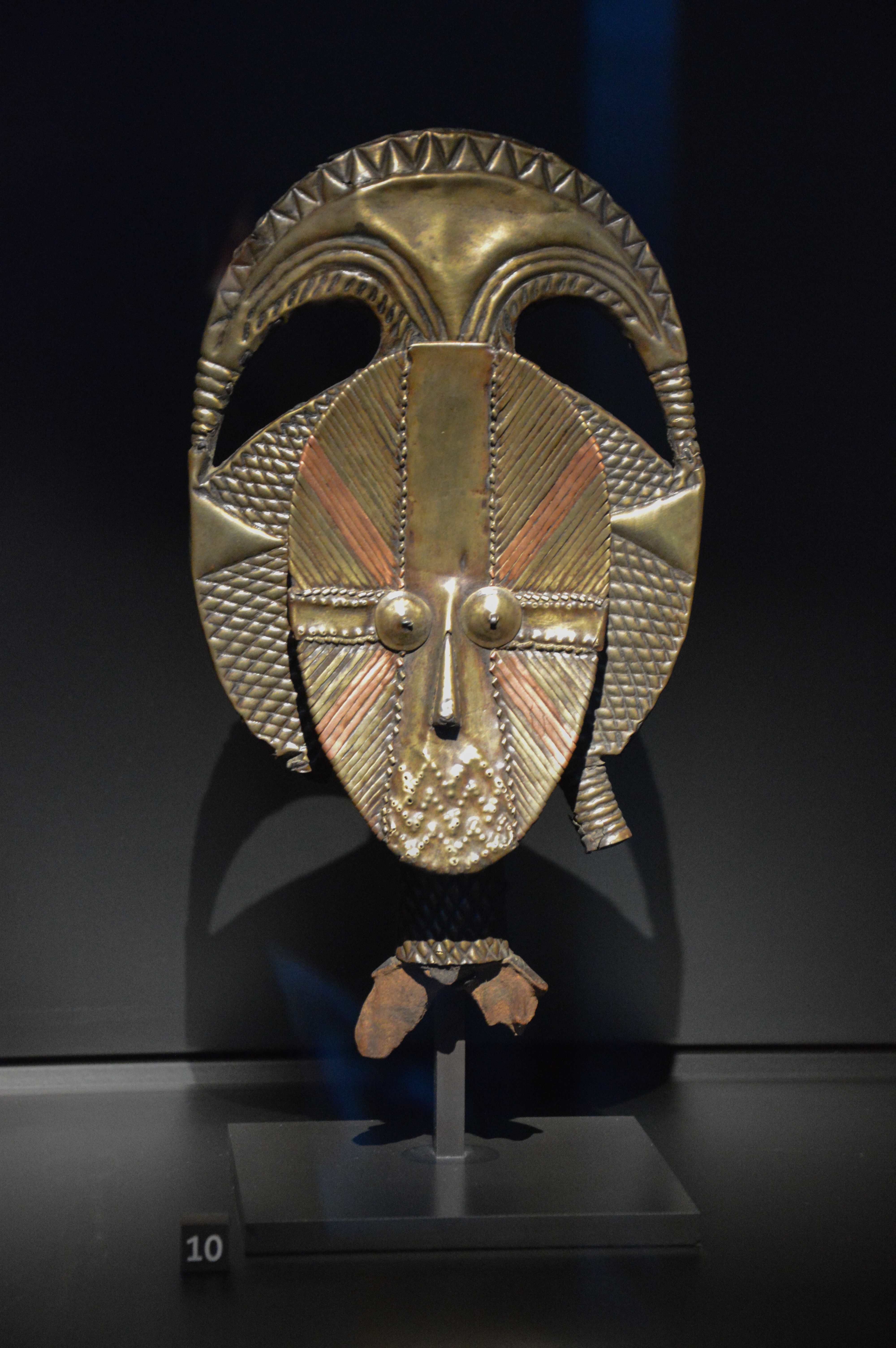
Figure d'ancêtre, gardien de reliquaire. Plaques et lamelles. Obamba du Nord. Gabon[10].
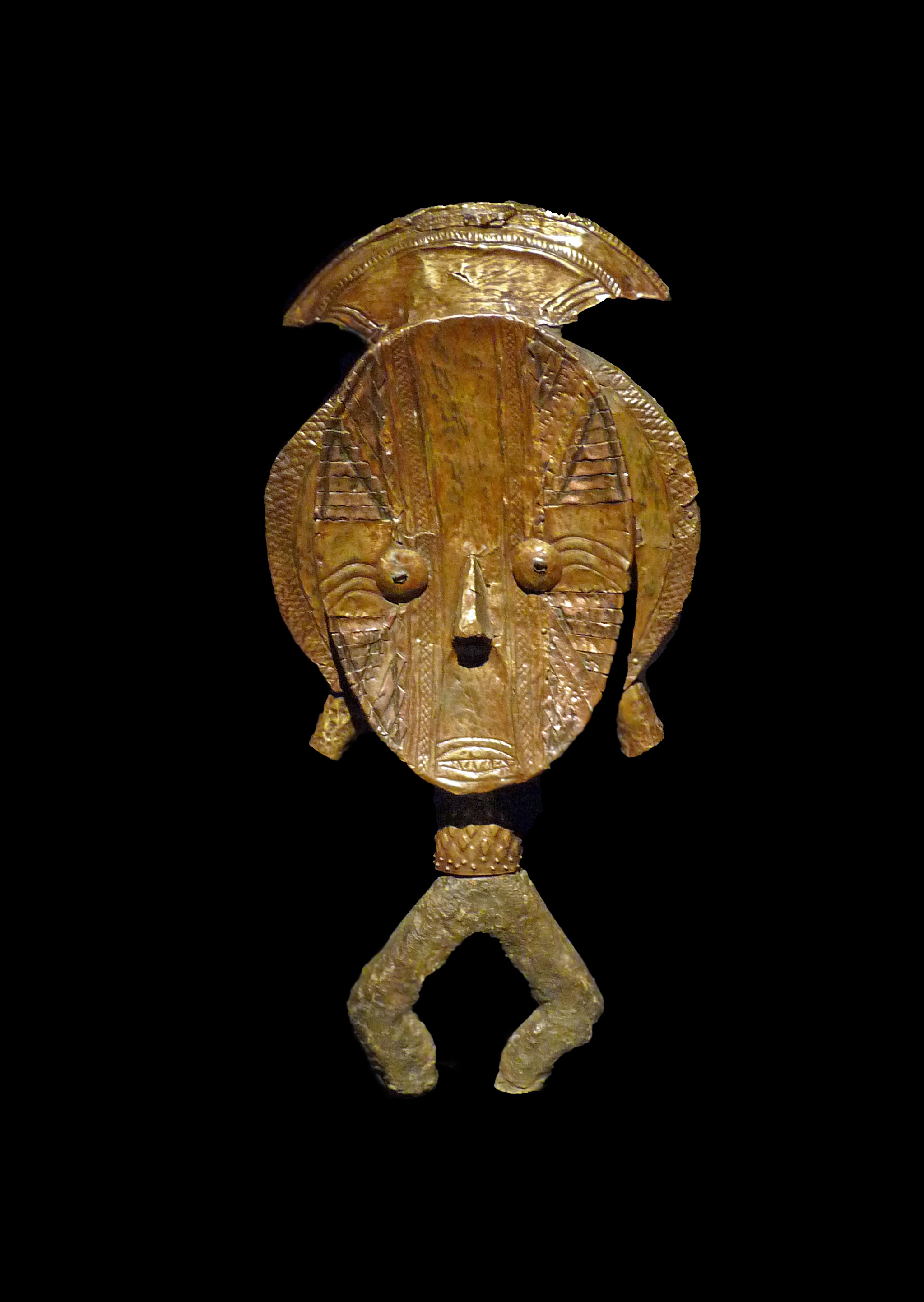
Figure d'ancêtre, gardien de reliquaire. Plaques et lamelles. Obamba du Nord. Gabon
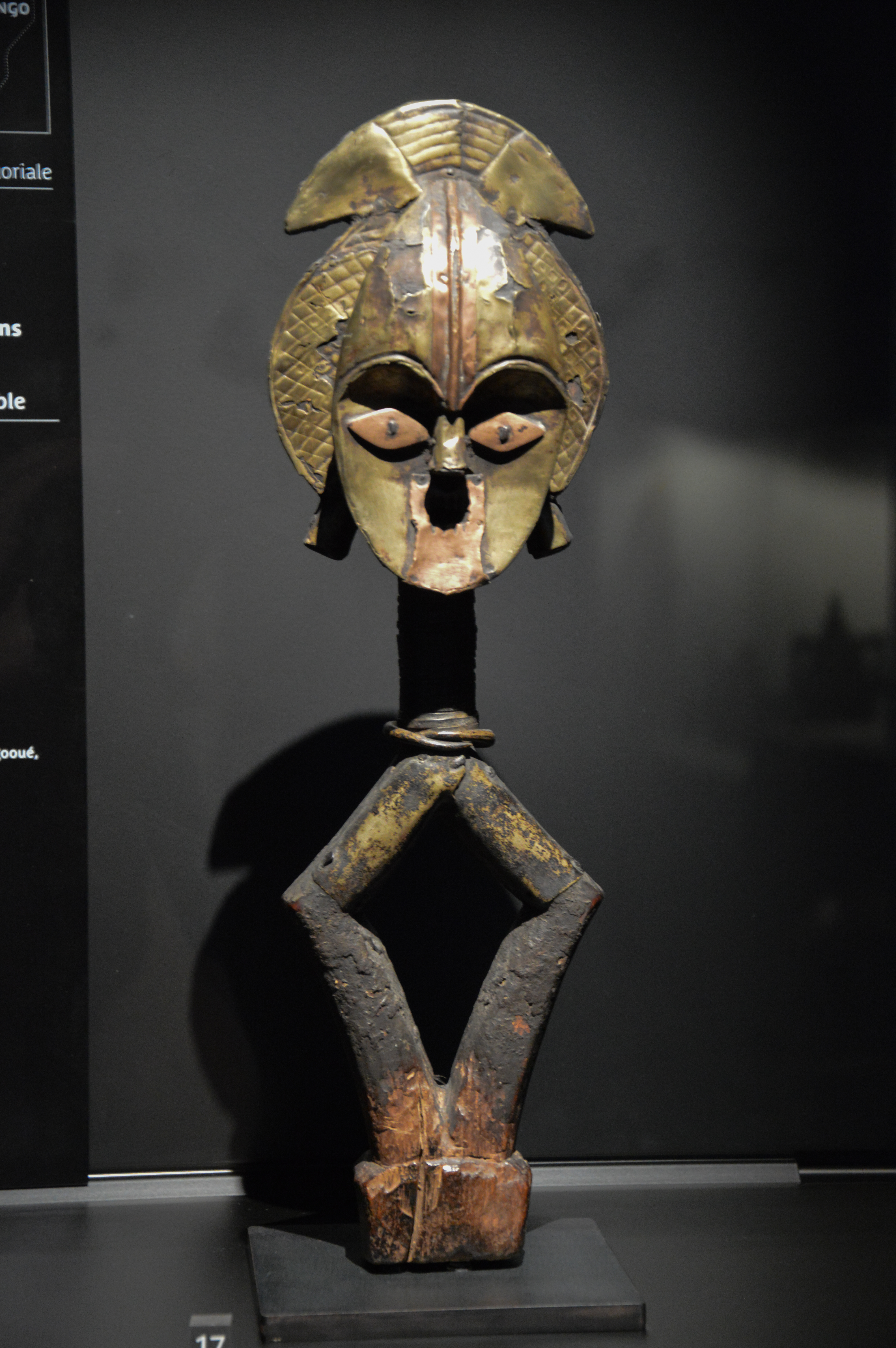
Figure d'ancêtre, gardien de reliquaire. Rives de la Sébé, Gabon[10].
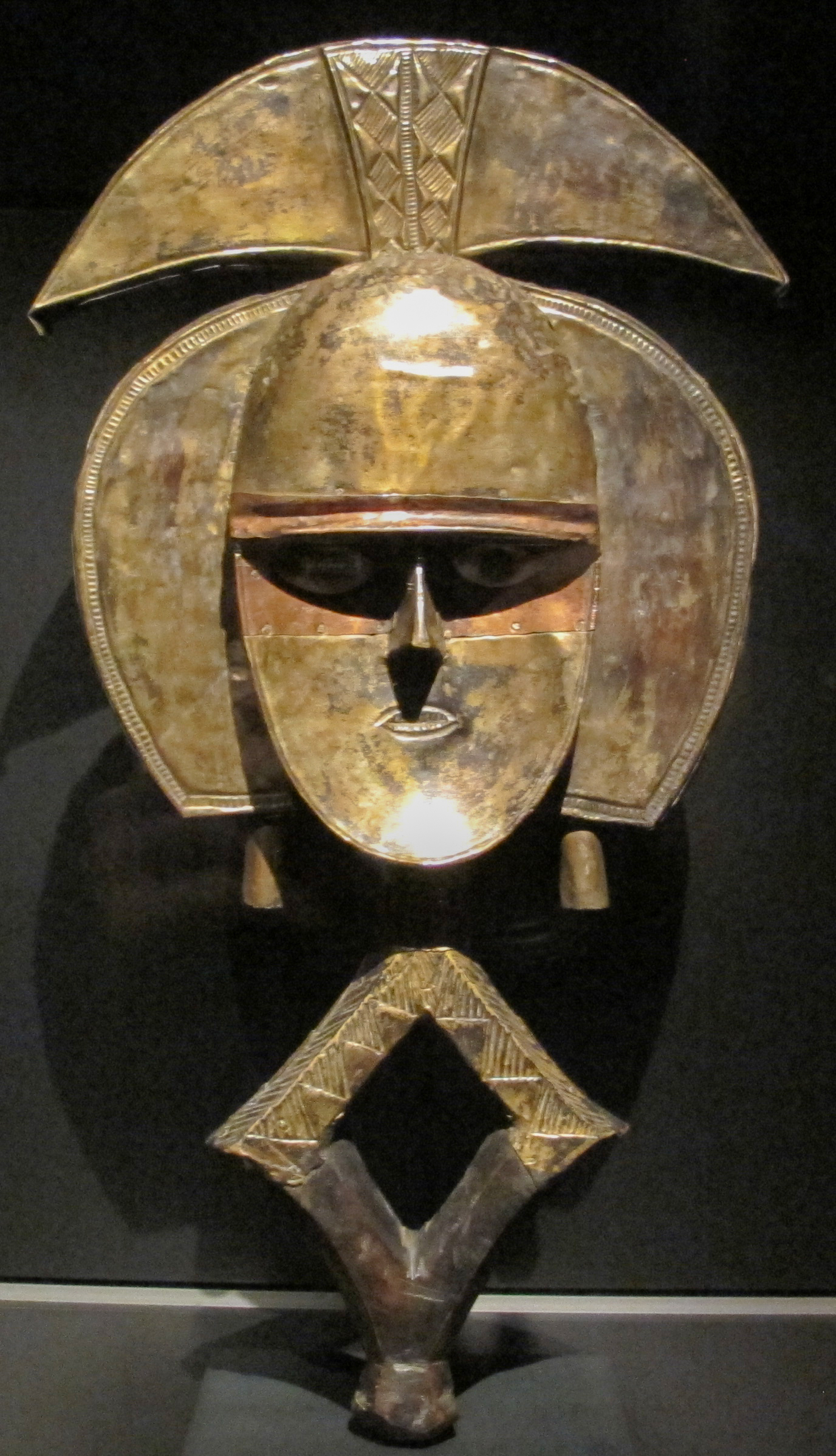
Figure d'ancêtre, gardien de reliquaire janus. À plaques, Obamba du Sud. 19e siècle, Gabon. Bois, cuivre, fer, laiton. H. 72,5 cm[10].
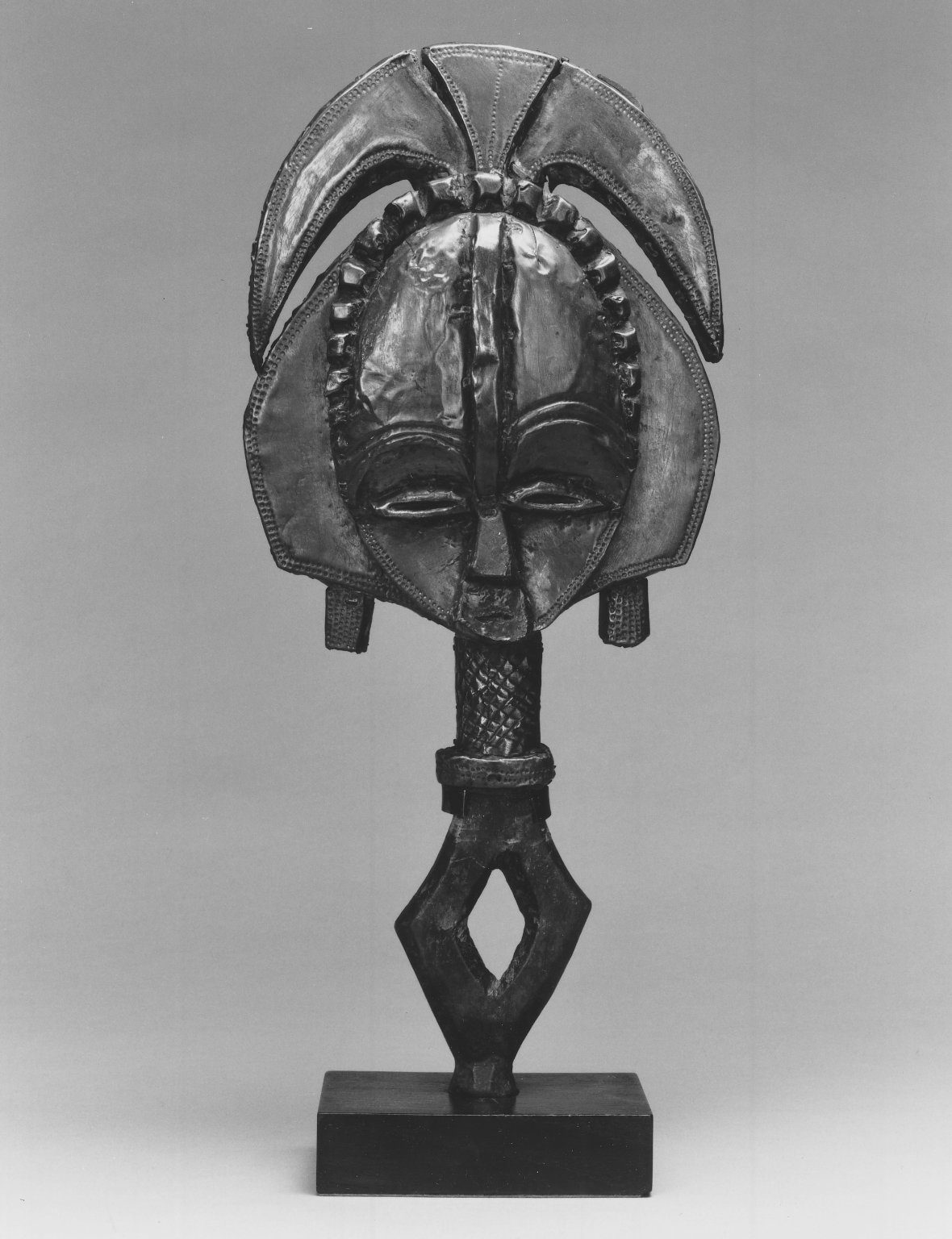
Figure d'ancêtre, gardien de reliquaire. Obamba (influence Kota du Sud (?), Gabon

La gravure reproduite dans le numéro 55 de l'hebdomadaire Le Tour du monde en 1888, pour illustrer le texte de Savorgnan de Brazza lors de son voyage dans l'Ouest africain met, côte à côte, des figures de styles différents sur des paniers d'un style différent aussi, dans le même abri.

## Personnalités
- Jean-Pierre Lemboumba-Lepandou[13]
- Jérôme Okinda, ancien ministre des Finances[13]
- Paul Toungui, ancien ministre des Finances[13]
- Jean Félix Mamalepot, ex-gouverneur de la Beac[13]
- Elvis Ossindji, ancien ministre des mines et de la géologie[13]
- Marie Madeleine Mborantsouo, ancienne présidente de la Cour Constitutionnelle
- Ludovic OGNAGNA OCKOGHO, ex-censeur de la Beac